# Vilanova de Sau
Vilanova de Sau ist eine katalanische Gemeinde (Municipio) mit 317 Einwohnern (Stand: 2024) in der Provinz Barcelona im Nordosten Spaniens. Sie liegt in der Comarca Osona. Neben dem Hauptort Vilanova de Sau besteht die Gemeinde aus den Ortschaften Sant Andreu de Bancells, Sant Pere de Castanyadell und Sant Romà de Sau.

## Geographie
Vilanova de Sau liegt etwa 80 Kilometer nordnordöstlich von Barcelona in einer Höhe von ca. 560 m am Río Ter, der hier aufgestaut wird.
Der Stausee Sau liegt etwa 3 km nördlich des Ortszentrums von Sau. Der Fluss Ter kommt vom Westen und erreicht mit einer S-Doppelschleife das etwa 8 m lange, verästelte Staugebiet. Mit der Errichtung des Stauwerks Sau wurde ab August 1963 ein Ortsteil mit der Kirche Sant Romà bis etwa 2 m unter das Turmdach eingestaut. Wegen jahrelang anhaltender Dürre (Stand 2. Februar 2024: „seit 40 Monaten wenig Niederschlag“) steht die Kirche wegen Absinkens/Absenkens des Wasserspiegels etwa seit 2023 trocken.

## Demografie
| 1900 | 1930 | 1950 | 1970 | 1981 | 1991 | 2001 | 2011 | 2021 |
| ---- | ---- | ---- | ---- | ---- | ---- | ---- | ---- | ---- |
| 784  | 846  | 825  | 637  | 341  | 305  | 332  | 323  | 317  |

## Sehenswürdigkeiten
- Burganlage von Cornil
- Romanuskirche (Kirche Sant Romà) aus 1062, mit Errichtung des Stauwerks am Fluss Ter ab August 1963 eingestaut, maximal bis zu den obersten Turmfenstern, bei Dürrezeit jedoch trocken stehend
- Andreaskirche
- Marienkirche von Vallclara
- Marienkirche von Vilanova de Sau

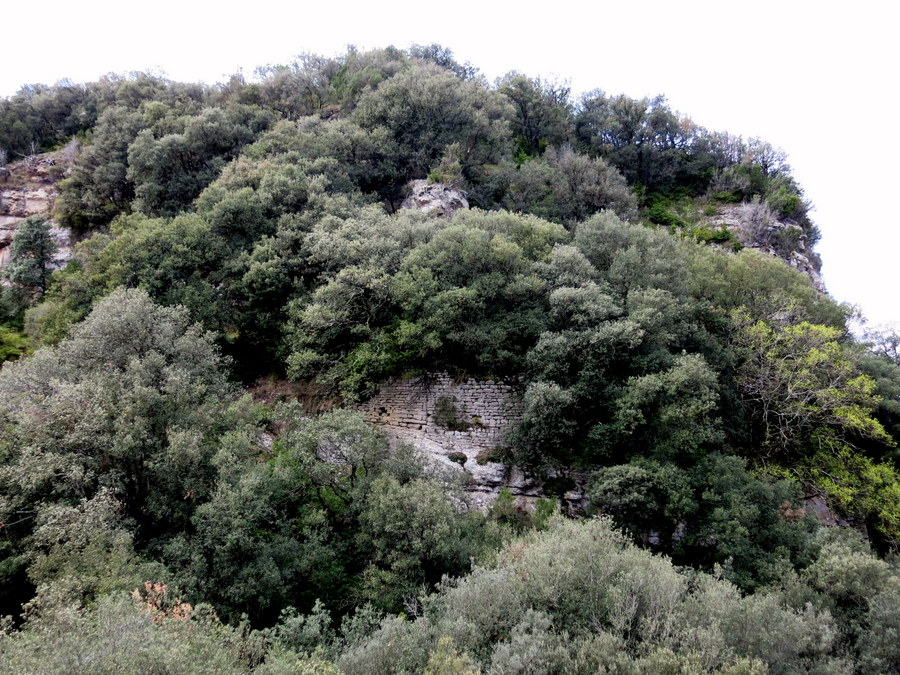
Burgruine von Cornil
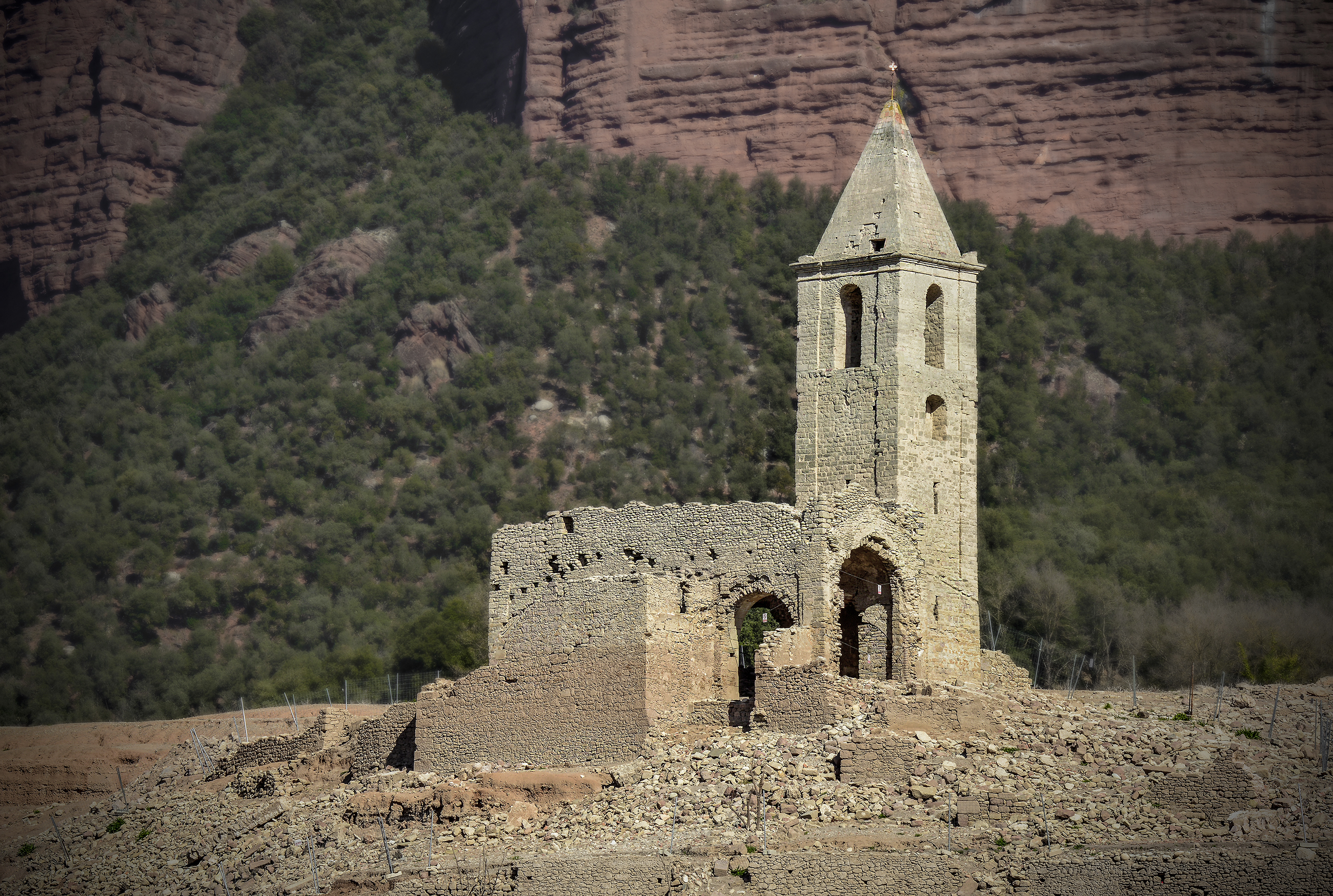
Romanuskirche (März 2023)
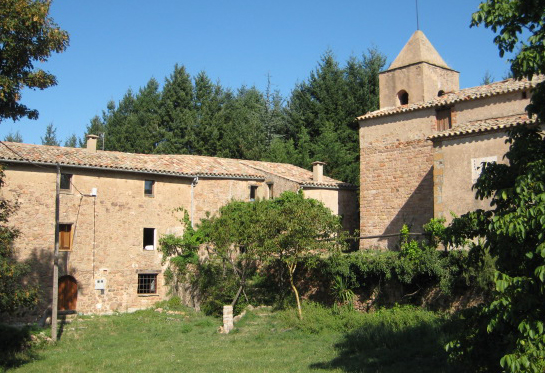
Andreaskirche
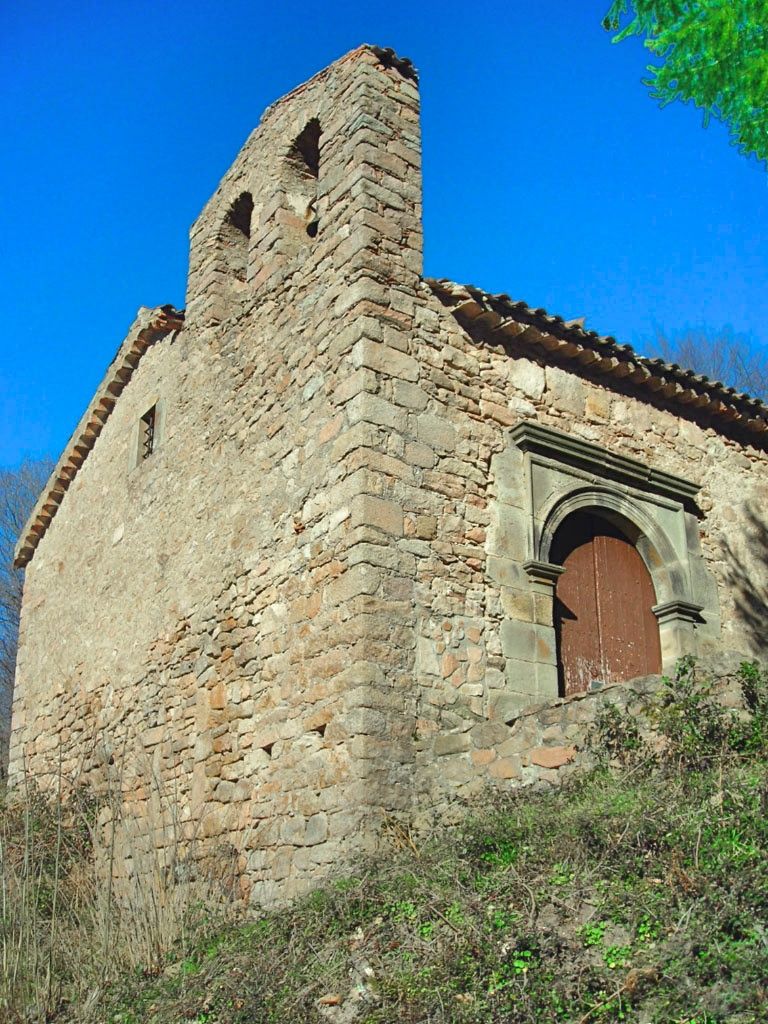
Marienkirche von Vallclara
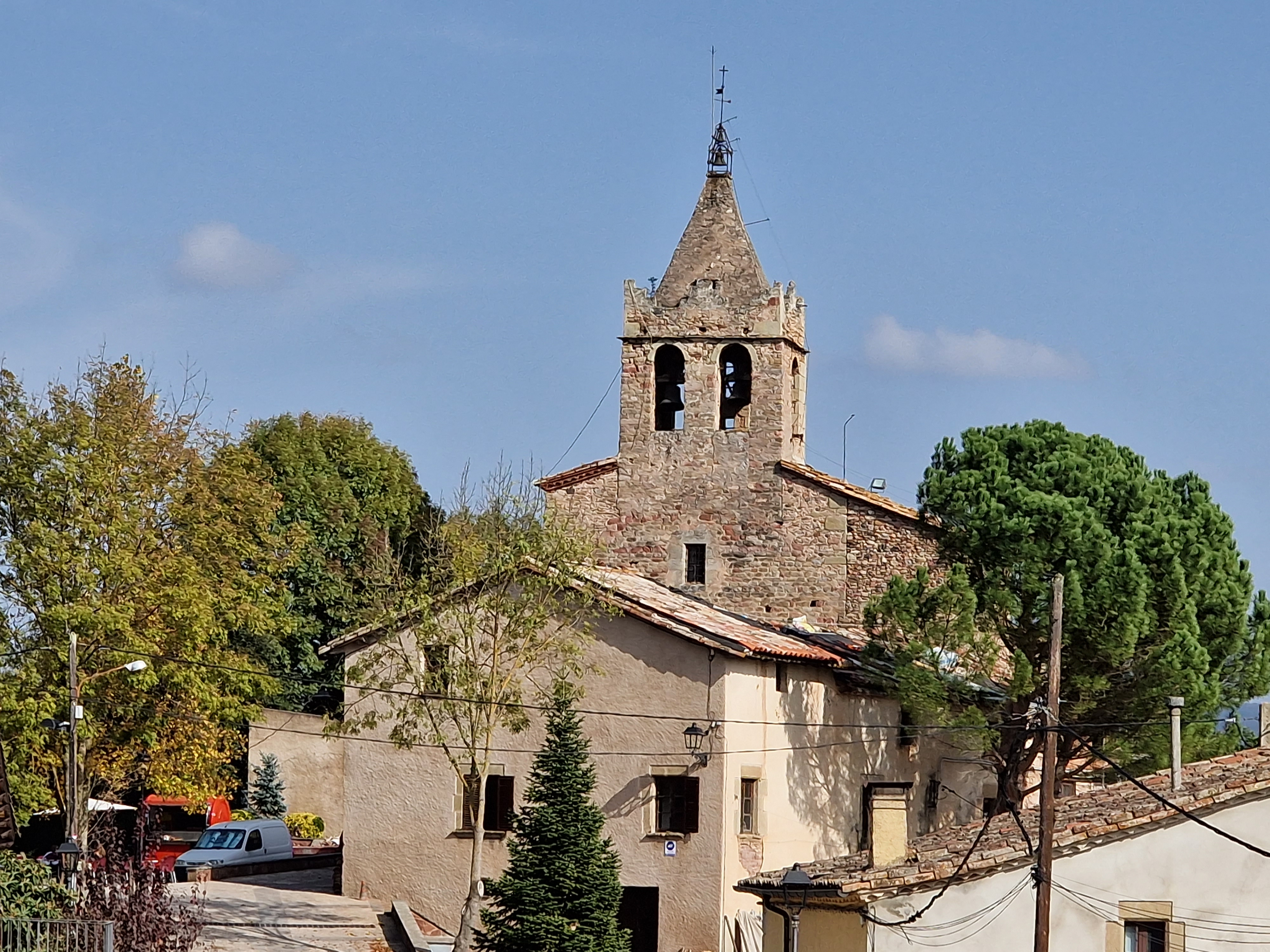
Marienkirche von Vilanova de Sau